# Poonakari
Poonakari, ou Pooneryn, est un village d'importance stratégique situé dans la province du Nord du Sri Lanka, juste sous la péninsule de Jaffna.
D'abord bâti par les Portugais pour protéger leurs possessions de Jaffna, il fut ensuite agrandi par les Hollandais jusqu'à ce qu'en 1770 il ait été noté qu'il était doté d'un plan carré avec deux bastions dans les coins opposés ; le rempart de chacun des côtés mesurait environ 30 mètres, et l'on y tint garnison jusqu'à la fin des années 1700. Les Britanniques y construisirent une auberge en 1805. Depuis 1983, du fait de la guerre civile, l'armée srilankaise y tenait une garnison, jusqu'à ce qu'elle évacue la région de Pooneryn en 1991, pour la recapturer en 2009.
Les ruines du fort sont toujours debout, bien qu'en mauvais état.